# Oceanometra valdiviae
Oceanometra valdiviae is een haarster uit de familie Thalassometridae.
De wetenschappelijke naam van de soort werd in 1967 gepubliceerd door Ailsa McGown Clark.